# Haploclathra
Haploclathra es un género de plantas perteneciente a la familia Calophyllaceae.  Incluye especies nativas de la Cuenca del Amazonas de Brasil y Perú. Comprende 5 especies descritas y de estas, solo 2 aceptadas.

## Taxonomía
El género fue descrito por George Bentham y publicado en J. Proc. Linn. Soc., Bot. 5: 58, 64. 1861. La especie tipo no ha sido designada.

## Especies aceptadas
A continuación se brinda un listado de las especies del género Haploclathra aceptadas hasta octubre de 2013, ordenadas alfabéticamente. Para cada una se indica el nombre binomial seguido del autor, abreviado según las convenciones y usos.
- Haploclathra leiantha (Benth.) Benth.
- Haploclathra paniculata (Mart.) Benth.